# Anypodetus fascipennis
Anypodetus fascipennis är en tvåvingeart som beskrevs av Engel 1924. Anypodetus fascipennis ingår i släktet Anypodetus och familjen rovflugor. Inga underarter finns listade i Catalogue of Life.